# Takeshi Oka
Takeshi Oka (* 10. Juni 1932 in Tokio) ist ein kanadischer Chemiker. Er ist emeritierter Professor für Chemie, Astronomie und Astrophysik an der University of Chicago.
Oka studierte an der Universität Tokio mit dem Bachelor-Abschluss 1955 und der Promotion 1960. Danach war er dort bis 1963 Fellow der Japan Society for the Promotion of Science (JSPS). Von 1963 bis 1981 war er am Herzberg Institute of Astrophysics als Forschungsphysiker des National Research Council of Canada und ab 1981 Professor in Chicago sowohl in der Fakultät für Astronomie und Astrophysik als auch am Enrico Fermi Institute. Ab 1989 war er Robert A. Millikan Distinguished Service Professor.
Oka studiert molekulare Ionen in Laborplasmen spektroskopisch und vergleicht die Spektren mit denen aus astronomischen Plasmen. Beispielsweise maßen sie 1980 das Infrarotspektrum des Triwasserstoff-Kations und fanden dies 1996 in interstellaren Molekülwolken und bald zeigte sich, dass es relativ häufig im interstellaren Raum ist.
Er ist Fellow der American Academy of Arts and Sciences, der Royal Society, der Royal Society of Canada, der American Physical Society und der Optical Society of America (OSA). 2004 erhielt er die Davy-Medaille der Royal Society, 2002 den E. B. Wilson Award der American Chemical Society, 1998 den Lippincott Award der OSA, 1973 den Steacie Preis und 1982 den Earl K. Plyler Prize der APS.
Er ist Ehrendoktor des University College London und der University of Waterloo.